# Ян Когоут
Ян Когоут (чеськ. Jan Kohout; нар. 29 березня 1961, Пльзень) — чеський дипломат і політик. Міністр закордонних справ Чехії в уряді Їржі Руснока (2013-2014). Цю ж посаду він обіймав у тимчасовому уряді прем'єр-міністра Яна Фішера. Був членом Соціал-демократичної партії, поки не обійняв посаду міністра закордонних справ.

## Життєпис
Після Оксамитової революції працював у чехословацькому, а потім і чеському міністерствах закордонних справ. Обіймав посаду посла в ЄС у Брюсселі, а також заступника міністра закордонних справ. Після відставки прем'єр-міністра Володимира Шпідли 2004 року Когоуту запропонували цю посаду, але він відмовився; Станіслав Гросс зайняв пост прем'єр-міністра.
Когоут є випускником факультету мистецтв Карлового університету‎ в Празі. Розлучений, має двох дітей.